# Суперкубок Англии по футболу 1978
Суперкубок Англии по футболу 1978 года (англ. 1991 FA Charity Shield) — 56-й розыгрыш Суперкубка Англии, ежегодного футбольного матча, в котором встречаются чемпионы Первого дивизиона Футбольной лиги и обладатели Кубка Англии предыдущего сезона. Игра состоялась 12 августа 1978 года на стадионе «Уэмбли». В ней встретились «Ноттингем Форест», который стала чемпионом Первого дивизиона футбольной лиги Англии 1977/1978, и «Ипсвич Таун», который стали обладателем Кубка Англии сезона 1976/1977.
Это было второе появление обеих команд в Суперкубке. «Ипсвич Таун» не смог выставить на поле четверых игроков из команды, выигравшей Кубок Англии предыдущего сезона, из-за травм, а за клуб дебютировал Томми Паркин. «Ноттингем Форест» повёл в счете на десятой минуте благодаря Мартину О’Ниллу и удвоил свое преимущество голом Питера Уита. Преимущество «Форест» было еще больше увеличено за счет голов во втором тайме от Ларри Ллойда, О’Нилла и Джона Робертсона.

## Предыстория

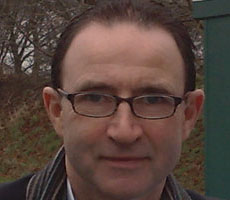
Мартин О'Нил забил два гола, прежде чем его заменил его тренер Брайан Клаф

Суперкубок Англии был основан в 1908 году как преемник Суперкубок Шерифа Лондона. Это был конкурс между чемпионами Футбольной лиги и Южной лиги, а затем между командами любителей и профессионалов. В 1921 году в нём впервые приняли участие чемпионы Футбольной лиги и обладатели Кубка Англии. Это был пятый год, когда стадион «Уэмбли» принимал Суперкубок.
В предыдущем сезоне «Ноттингем Форест» выиграл лигу, опередив «Ливерпуль» на семь очков и не проиграв ни одного домашнего матча на «Сити Граунде». Несмотря на то, что в предыдущем сезоне «Ипсвич Таун» занял 18-е место в лиге, тремя месяцами ранее «Ипсвич Таун» обыграл «Арсенал» на «Уэмбли» в финале Кубка Англии, а единственный гол в середине второго тайма забил Роджер Осборн.
«Форест» проиграл в своем единственном предыдущем финале Суперкубка в 1959 году, уступив со счетом 1:3 клубу «Вулверхэмптон Уондерерс». «Ипсвич Таун» играл в Суперкубке 1962 года, в котором пропустил пять голов от победителя Кубка Англии 1962 года «Тоттенхэм Хотспур».

## Матч

### Обзор
«Ипсвич Таун» играл без центральных защитников Кевина Битти и Аллана Хантера, которых заменили Джон Уорк и Рассел Осман. Роджер Осборн и Дэвид Геддис также отсутствовали в составе, а Томми Паркин был призван провести свой полноценный профессиональный дебют на «Уэмбли». На восьмой минуте матча вратарь «Ноттингема» Питер Шилтон перевел удар Паркина с лета на угловой. Однако две минуты спустя Мартин О’Нилл забил гол, как несколько защитников «Ипсвича» не смогли отразить передачу Робертсона. По словам Рональда Аткина из The Observer, Шилтон сделал ещё один «потрясающий» сейв, который не позволил Брайану Тэлботу забить, прежде чем Питер Уит удвоил преимущество «Ноттингема» на 27-й минуте. На перерыв команды ушли при преимуществе «Форрреста» в 2 мяча.
Во втором тайме «Форест» увеличил своё преимущество, а Ллойд забил гол со штрафного после того, как Уорк сфолил на Уите. Тревор Уаймарк был заменен на Робина Тернера на 66-й минуте, но «Нотиингем» забил четвёртый гол ударом О’Нилла после навеса Робертсона. Затем О’Нилл был немедленно заменён главным тренером Брайаном Клафом на Дэвида Нидема. Всего за три минуты до конца матча Робертсон забил пятый и последний гол в матче. Джордж Берли из «Ипсвича» слишком долго ждал паса от Османа, и позволил Робертсону подкрасться, который взял мяч и пробил его мимо Купера с края штрафной. Это самый разгромный счёт в Суперкубке с 1968 года, когда «Манчестер Сити» обыграл «Вест Бромвич Альбион» со счетом 6:1.

### Отчёт о матче
| Ноттингем Форест                                       | 5:0 | Ипсвич Таун |
| ------------------------------------------------------ | --- | ----------- |
| - О’Нилл 10′ 65′ - Уит 27′ - Ллойд 46′ - Робертсон 87′ |     |             |

| Ноттингем Форест | Ипсвич Таун |

| Вр              | 1  | Питер Шилтон       |  |                 |
| Защ             | 2  | Вив Андерсон       |  |                 |
| Защ             | 3  | Колин Барретт      |  |                 |
| ПЗ              | 4  | Джон Макговерн (к) |  |                 |
| Защ             | 5  | Ларри Ллойд        |  |                 |
| Защ             | 6  | Кенни Бёрнс        |  |                 |
| ПЗ              | 7  | Мартин О’Нилл      |  | Заменён         |
| ПЗ              | 8  | Арчи Геммилл       |  |                 |
| Нап             | 9  | Питер Уит          |  |                 |
| Нап             | 10 | Тони Вудкок        |  |                 |
| ПЗ              | 11 | Джон Робертсон     |  |                 |
| Запасные:       |    |                    |  |                 |
| Защ             | 12 | Дэвид Нидем        |  | Вышел на замену |
| Главный тренер: |    |                    |  |                 |
| Брайан Клаф     |    |                    |  |                 |

| Вр              | 1  | Пол Купер      |  |                 |
| Защ             | 2  | Джордж Берли   |  |                 |
| Защ             | 3  | Мик Миллс (к)  |  |                 |
| ПЗ              | 4  | Брайан Талбот  |  |                 |
| Защ             | 5  | Расселл Осман  |  |                 |
| Защ             | 6  | Джон Уорк      |  |                 |
| ПЗ              | 7  | Томми Паркин   |  |                 |
| Нап             | 8  | Эрик Гейтс     |  |                 |
| Нап             | 9  | Пол Маринер    |  |                 |
| Нап             | 10 | Тревор Уаймарк |  | Заменён         |
| ПЗ              | 11 | Клайв Вудс     |  |                 |
| Запасные:       |    |                |  |                 |
| Нап             | 12 | Робин Тернер   |  | Вышел на замену |
| Главный тренер: |    |                |  |                 |
| Бобби Робсон    |    |                |  |                 |

## После матча
Трофей был вручен капитану «Ноттингем Форест» бывшим игроком сборной Англии и победителем чемпионата мира 1966 года Бобби Чарльтоном, и Клаф нарушил протокол, последовав за своей командой по лестнице, чтобы получить трофей.
«Ноттингем Форест» занял второе место в Первом дивизионе в сезоне 1978/1979, снова не проиграв ни одного матча дома, отстав на восемь очков от «Ливерпуля». «Ипсвич Таун» занял шестое место.